# 3e bataillon de volontaires du Finistère
Le 3e bataillon de volontaires nationaux du Finistère, était une unité militaire de l’armée française créée sous la Révolution française. Il fut également appelé plus simplement 3e bataillon du Finistère.

## Création et différentes dénominations
Le 3e bataillon de volontaires du Finistère est formé à 8 compagnies et 1 compagnie de grenadiers du 7 au 31 janvier 1792 à Quimper.

Les débris du 3e bataillon de volontaires du Finistère disparurent après le 11 décembre 1794 à Saint-Louis-du-Nord, ville située dans la colonie française de Saint-Domingue.

## Commandants
- 1792-1793 : Jacques Kerguelen de Kerbiguet, originaire de Quimperlé
- 1793-1793 : Joseph Granval, originaire de Quimperlé
- 1793-1794 : Benoît Mougeot, originaire de Vitasseau

## Historique des garnisons, combats et batailles

### 1792
Le bataillon est formé à Quimper à partir du 7 janvier, avec 320 volontaires originaires de plusieurs districts.

Le 31 janvier, le bataillon est péniblement organisé en 8 compagnies et 1 de grenadiers. Le 2 février il est passé en revue par le général La Bourdonnaye.

En mai, le bataillon est équipé en armes et en vêtements, il est placé sous les ordres du général Canclaux et quitte Quimper le 2 juin pour s'embarquer pour réprimer la Révolution haïtienne. Cheminant par Hennebont, le 5 juin, Auray, le 6, Vannes, le 7, Muzillac, le 8, il cantonne le 9 à La Roche-Bernard (3 compagnies) et Redon (6 compagnies).

Le 15 juillet, les 447 hommes du bataillon embarquent à Paimbœuf, mais, par suite d'un accident, 3 compagnies sont obligées de débarquer à l'île de Ré et à Rochefort et elles ne peuvent repartir que le 1er septembre pour Saint-Domingue.

Le 1er septembre, les 3 compagnies quittent la France et débarque le 17 septembre à Port-de-Paix ou ils sont envoyés avec les 1er bataillon de volontaires de la Loire-Inférieure, le 1er bataillon de volontaires du Morbihan et le 2e bataillon de volontaires de la Charente en garnison au Cap Français.

Rapidement, le bataillon est décimé par les maladies et la misère, tout comme les autres bataillons.

### 1793
Les volontaires subissent toutes sortent de calamités durant cette guerre désastreuse. Continuellement sur la défensive, ils sont fatigués, mal nourris, boivent du vin frelaté fait avec du bois de Campêche, couchent en plein air et dorment habillés et chaussés. Le lieutenant-colonel en chef du 3e bataillon du Finistère Jacques Kerguelen de Kerbiguet meurt de maladie. Il est remplacé par le lieutenant-colonel en second Joseph Granval

Les 19 et 20 juin, le 3e bataillon du Finistère assiste impuissant à la tentative de Galbaud puis au pillage et à l'incendie du Cap par les rebelles.

Après ses évènements, il est envoyé en garnison à Saint-Louis-du-Nord. Le 14 septembre malades, le lieutenant-colonel Joseph Granval et 5 officiers rentrent en France pour un congé de convalescence d'un an.

### 1794-1795
Le 22 septembre 1794, le 3e bataillon de volontaires du Finistère, en poste à Saint-Louis-du-Nord a déjà perdu 18 officiers et 376 volontaires morts et ne compte plus que 65 hommes présents.

Le 11 décembre 1794, le bataillon est toujours signalé à Saint-Louis-du-Nord mais on ignore ce que devinrent ses débris après cette date.

Le 15 février 1795, alors à Brest, les officiers repassés en France, le lieutenant-colonel commandant le bataillon Joseph Granval, le capitaine Gremel commandant la 7e compagnie, Le capitaine Louis-Marie Du Buisson commandant la 5e compagnie, Le lieutenant Pierre Chanavat de la 5e compagnie, le lieutenant Yves-Marie Toutain de la 1re compagnie et le quartier-maitre trésorier Augustin Joseph Laudin, ainsi que sept volontaires, demandent à servir dans un autre corps en raison de la disparition du 3e bataillon.

Le 22 octobre 1795, ils sont affectés dans l'organisation du 1er bataillon provisoire des Côtes-de-Brest.

## Personnalités ayant servi au3ebataillonde volontaires du Finistère
- Jean Étienne de Saint-Martin alors sous-lieutenant

### Jacques Kerguelen de Kerbiguet
Né à Quimperlé, Jacques Kerguelen de Kerbiguet est élu lieutenant-colonel en chef du 3e bataillon du Finistère le 20 janvier 1792. Il meurt de maladie en 1793 à Saint-Domingue.